# 알렉산드리아의 클레멘스
알렉산드리아의 클레멘스 (Clement;150 A.D.–c. 215 A.D)는 알렉산드리아 학파의 기독교 신학자(Christian theologian)였으며 유명한 알렉산드리아 교리문답 신학교(Catechetical School of Alexandria)의 수장이었다. 또한, 그는 오리게네스(Origen)의 스승이었다.
클레멘스는 개종(改宗)하기 전에 각지를 편력하며 철학과 기독교를 배웠다. 알렉산드리아에서는 판타이노스에게 사사하여, 그의 뒤를 이어 알렉산드리아 교리문답 신학교(Catechetical School of Alexandria)의 수장이 되었다. 그는 그리스 철학에 대해 이전의 어떤 신학자보다도 깊은 이해와 존경을 보이고 있었다. 조직된 교회에 대해서는 여러 교부(敎父, Church Fathers) 중 가장 냉담했던 사람이라고 볼 수 있는데, 그 유연한 사상은 초대 교회에서도 귀중한 존재로 되어 있다. 한편 불교에 대해서도 언급한 최초의 신학자이다.
클레멘스는 그리스의 철학적 전통들을 기독교 교의와 결합시켰다. 그는 그리스 철학의 그노시스(gnosis)를 높이 평가하여 그노시스는, 보편적인 영적 친교(catholic: communion for all people)와 더불어, 신에 의해 특별히 선택된 일반 기독교인들이 가질 수 있는 것이라고 주장하였다. 클레멘스는 영지주의자들(Gnostics)이 정의하는 바의 그노시스의 개념에 대해서는 지속적으로 반대하기는 하였으나, 로고스(Logos)에 대한 깊은 가르침을 얻은 기독교인들에 대해 "영지주의적이다(gnostic: 영적인 앎이 있다)"는 말을 사용하였다. 그는 일종의 기독교 플라톤주의(Christian Platonism)를 전개하였다. 그는 기독교인의 삶(Christian life)의 목표는 신격화(deification)라는 견해를 표명하였는데, 신격화는 플라톤 철학의 '신에게로 흡수됨(assimilation into God)'과 성경에 근거한 철학들의 '신을 닮아감(imitation of God)'이라는 두 개념과 동일한 개념이다.

## 같이 보기
- 알렉산드리아 학파